# Nouvelle Radio-Internet-Télévision hellénique
Nouvelle Radio-Internet-Télévision hellénique (grec moderne : Νέα Ελληνική Ραδιοφωνία, Ίντερνετ και Τηλεόραση / Néa Ellinikí Radiofonía, Ínternet kai Tileórasi), ou NERIT, était le nom du groupe audiovisuel public grec entre 2013 et 2015.

## Histoire
Fondé en 2013 pour remplacer ERT, le nouveau groupe audiovisuel public devait commencer ses activités en lançant 3 nouvelles chaînes de télévision publiques ainsi que quatre stations de radio nationale et des dizaines de stations radio régionales.
Une première chaîne télévisée, ainsi que deux radios, ont débuté leurs programmes le 4 mai 2014 à 18 heures heure d’Europe de l'Est.
À partir de 2014, le groupe fait partie de l'UER.
Depuis le 11 juin 2015, NERIT a disparu, laissant à nouveau la place à l'ancien groupe public ERT, à la suite de la promesse du nouveau gouvernement grec de remettre en place l'ERT après sa suppression en 2013 par le gouvernement conservateur.

## Services

### Radio
NERIT prévoyait six canaux thématiques : information et sport, musique grecque, musique classique et culturelle, musique du monde, pour les grecs à l'étranger et une radio visant les étrangers et touristes en Grèce.

### Télévision
NERIT diffusait 2 chaînes de télévision : la première chaîne était généraliste (information, divertissement et culture) alors que la seconde chaîne était entièrement sportive.

### Web
Comme son nom l'indique, le groupe retransmettait en direct sur internet ses chaînes de télévisions.

### Traduction
- (el) Cet article est partiellement ou en totalité issu de l’article de Wikipédia en grec moderne intitulé « Νέα Ελληνική Ραδιοφωνία, Ίντερνετ και Τηλεόραση » (voir la liste des auteurs).